# Plagiothecium leptoplumosum
Plagiothecium leptoplumosum là một loài rêu trong họ Plagiotheciaceae. Loài này được Dusén mô tả khoa học đầu tiên năm 1903.